# Алимбеков, Нурбек Каарыевич
Нурбек Каарыевич Алимбеков (род. 13 марта 1975, село Папан, Ошская область) — депутат Жогорку Кенеша Кыргызской Республики V, VI и VII созывов (с 2010 года). Заместитель председатель Комитета по аграрной политике, водным ресурсам, экологии и регионального развития Жогорку Кенеш VII созыва (с декабря 2022 года).

## Биография

### Детство
Родился 13 марта 1975 года в селе Папан Кара-Сууского района Ошской области Киргизской ССР.

### Образование
В 1992 году завершил обучение в средней школе № 88 имени М. Заирова, получил серебряную медаль.
В 1997 году получил диплом о высшем образовании Ошского технологического университета по специальности инженер-технолог. В 2000 году закончил обучение в этом же университете по специальности юриспруденция. В 2007 году успешно окончил обучение в Кыргызском государственном национальном университете по специальности «финансы и кредит», в 2012 году закончил Академию управления при Президенте Кыргызской Республики.

### Трудовая деятельность
С 2003 по 2005 годы работал в должности директора частного предприятия «Алимбеков».
С 2005 по 2006 годы трудился в должности ведущего специалиста Министерства финансов Кыргызской Республики.
С 2008 по 2010 год работал в должности директора ОсОО «Папан Курулуш».
С 2008 по 2010 годы был избран депутатом Бишкекского городского кенеша, являлся руководителем территориальной депутатской группы Свердловского района.
В 2010 году избран депутатом Жогорку Кенеша Кыргызской Республики V созыва по списку политической партии «Республика». Работал в должности заместителя председателя Комитета по транспорту, коммуникациям, архитектуре и строительству.
В 2015 году избран депутатом Жогорку Кенеша Кыргызской Республики VI созыва по списку политической партии «Кыргызстан». 6 ноября 2015 года избран заместителем председателя Торага Жогорку Кенеша. В 2019 году избран председателем комитета Жогорку Кенеша по аграрной политике, водным ресурсам, экологии и регионального развития.
В ноябре 2021 года избран депутатом VII созыва Жогорку Кенеша Кыргызской Республики от Толойконского избирательного округа № 8. В 2022 году был заместителем председателя комитета по аграрной политике, водным ресурсам, экологии и регионального развития Жогорку Кенеша.
Советник государственной службы 2 класса.

### Семья
Женат, отец пятерых детей.

## Награды
- Орден «Содружество» (29 ноября 2018 года, Межпарламентская ассамблея СНГ) — за активное участие в деятельности Межпарламентской Ассамблеи и её органов, вклад в укрепление дружбы между народами государств — участников Содружества Независимых Государств[7]
- Медаль «За укрепление парламентского сотрудничества» (19 мая 2016 года, Межпарламентская ассамблея СНГ) — за особый вклад в развитие парламентаризма, укрепление демократии, обеспечение прав и свобод граждан в государствах — участниках Содружества Независимых Государств[8]